# オートランド

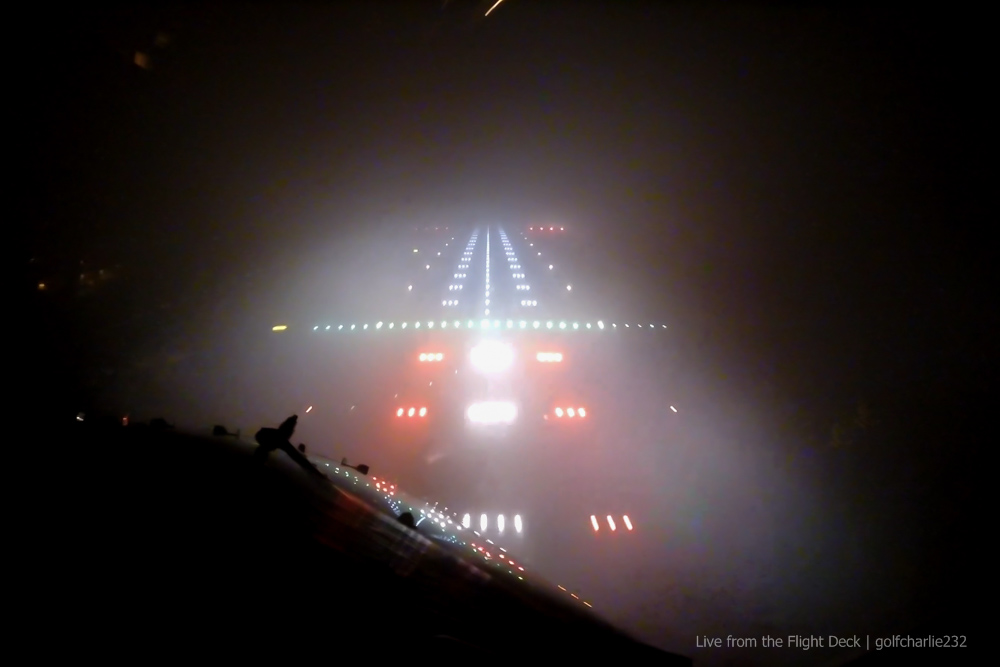
計器着陸装置（CAT-IIIa）着陸のコックピットビュー

オートランド（英語: Autoland）、自動着陸は、航空機の飛行の着陸手順を完全に自動化し、飛行乗務員がプロセスを監督するシステムである。このシステムにより、航空機は、通常では危険または運航不可能な悪天候・低視程での着陸が可能となる。また、緊急事態、システム障害などの場合のみ介入し、着陸後、航空機を滑走路からエプロンまでタキシングする。

## 概要
オートランドシステムは、オートパイロット、オートスラスト、電波高度計、前輪ステアリングなど、多くの航空機コンポーネントとシステムが組み込まれている。システムは、視界不良などで目視着陸ができない状況でも着陸を可能にするために設計され、どのような視界のレベルでも使用することができる。通常、滑走路視距離が600m未満の場合や悪天候の場合に使用され、ほとんどの航空機に制限が適用される。- 例えば、ボーイング747-400の場合、最大向かい風は25ノット (13 m/s)、最大追い風は10ノット (5.1 m/s)、最大横風は25ノット (13 m/s)、片側のエンジンが作動しない場合の最大横風は5ノット (2.6 m/s)になり制限される。また、航空機が地上に着陸するとオートブレーキシステムと連動して機体を完全に停止する自動ブレーキ、または、スポイラーとスラストリバーサーの自動展開を行う場合もある。
オートランドは、適切に承認された計器着陸装置（ILS）やマイクロ波着陸装置（MLS）のアプローチに使用でき、航空機または乗務員の技能を維持するために、視界不良や悪天候での航空機の着陸を支援することを主な目的として使用することがある。
オートランドでは、電波高度計を使用して、航空機の地上高を正確に把握し、正しい高さ（通常、約15メートル (49 ft)）でフレア操作を開始する必要がある。ILSのローカライザ信号は、着陸後もパイロットがオートパイロットを解除するまで横方向の制御に使用可能。安全上の理由から、オートランドが作動し、ILS信号がオートランドシステムによって取得されると、それ以上の介入なしに着陸に進む。
オートパイロットを完全に切断するか（これにより、重要な瞬間にオートランドシステムが偶発的に解除されるのを防ぐ）、自動着陸復行を開始することによってのみ解除することができる。少なくとも2つ、多くの場合は3つの独立したオートパイロットシステムが連携してオートランドを実行するため、故障に対する冗長性が確保される。ほとんどのオートランドシステムは、緊急時に1台のオートパイロットで操作可能だが、複数のオートパイロットが使用できる場合にのみ認定されている。
外部刺激に対するオートランドシステムの応答速度は、視界不良でも比較的穏やかな風や安定した風の条件下では非常によく機能するが、意図的に応答速度を制限しているため、さまざまなウインドシアや突風に対する応答が一般的に滑らかではないことを意味する。つまり安全に使用するために、すべての次元で十分に迅速に補正することはできない。
1968年12月28日にカテゴリーIII規格に認定された最初の航空機はシュド・カラベル、続いて1972年5月にホーカー・シドレー トライデントがカテゴリーIIIAに認定、1975年にはカテゴリーIIIBに認定された。トライデントは1968年2月7日にカテゴリーIIに認定されていた。
オートランドシステムは、視界の非常に悪い場所での運用が多い地域や航空機で、最も早く採用されるようになった。定期的に霧に悩まされている空港は、カテゴリーIIIアプローチの有力候補であり、ジェット旅客機にオートランドシステムを搭載することで、悪天候によって迂回を強いられる可能性を減らすことができる。
オートランドは高精度。1959年の論文で、当時、ロイヤル・エアクラフト・エスタブリッシュメント (RAE) のブラインド ランディング実験ユニット（BLEU）の監督官であったジョン・チャーンリーは、統計結果の考察の最後に、「したがって、自動システムは、天候によってパイロットが操縦で着陸できない場合に航空機を着陸させるだけでなく、より正確な着陸を行うことができる。」と述べている。
以前は、オートランドシステムは非常に高価だったため、小型機にはほとんど使用されていなかった。ディスプレイ技術の発達により、ヘッドアップディスプレイ（HUD）を追加することで、訓練を受けたパイロットが航法誘導システムからの誘導合図で航空機を手動で操縦することができるようになった。これにより、視界の悪い場所での運用コストが大幅に削減され、自動着陸機能を持たない航空機でも、前方視界または滑走路視距離（RVR）が低いレベルで安全に手動着陸ができるようになった。1989年には、アラスカ航空は、ヘッドアップガイダンスシステムによって可能になったFAAカテゴリーIIIの天候（濃霧）の中で、世界で初めて旅客機（ボーイング727）を手動で着陸させることに成功した。